# Агдары
Агдары́ (якут. Агдаары) — село в Сунтарском улусе Республики Саха (Якутия) России. Административный центр Хаданского наслега.

## География
Село находится в юго-западной части Якутии, на правом берегу реки Вилюй, на расстоянии примерно 15 км (по прямой) к юго-юго-западу (SSW) от села Сунтар, административного центра улуса. Абсолютная высота — 148 м над уровнем моря.
Климат
Климат характеризуется как резко континентальный. Средняя температура воздуха самого тёплого месяца (июля) составляет 17-18 °C; самого холодного (января) — −34 − −50 °C. Среднегодовое количество атмосферных осадков составляет 250—300 мм.
Часовой пояс
Село Агдары находится в часовой зоне МСК+6. Смещение применяемого времени относительно UTC составляет +9:00.

## Население
| 1989 | 2002 | 2010 | 2021 |
| ---- | ---- | ---- | ---- |
| 600  | ↘478 | ↘429 | ↘312 |

Половой состав
По данным Всероссийской переписи населения 2010 года, в гендерной структуре населения мужчины составляли 52,7 %, женщины — соответственно 47,3 %.
Национальный состав
Согласно результатам переписи 2002 года, в национальной структуре населения якуты составляли 98 % из 478 чел.

## Улицы
| - ул. Байанай, - ул. Дормидона Данилова, - ул. Кылыьах, - ул. Кэскил, | - ул. Лесная, - ул. Набережная, - пер. Портовской, - ул. Ревкома Егорова. |